# Парламентские выборы в Венгрии (2006)
Парламентские выборы в Венгрии 2006 года состоялись 9 апреля (голосование по партийным спискам, I тур) и 23 апреля (II тур). Избирались 386 депутатов Национального собрания Венгрии. Выборы проходили по сложной смешанной избирательной системе.

## Результаты
| Партия                                                       | Голосов по партийным спискам | Голосов по одномандатным округам I тур | Голосов по одномандатным округам II тур | Мест всего | Δ        |
| ------------------------------------------------------------ | ---------------------------- | -------------------------------------- | --------------------------------------- | ---------- | -------- |
| Венгерская социалистическая партия                           | 2 336 705 (43,21 %)          | 2 175 316 (40,26 %)                    | 1 510 360 (46,62 %)                     | 186+4      | ▲ 12     |
| Фидес и ХДНП (коалиция)                                      | 2 272 979 (42,03 %)          | 2 269 244 (41,96 %)                    | 1 511 426 (46,65 %)                     | 141 и 23   | ▼ 23 и 1 |
| Альянс свободных демократов                                  | 351 612 (6,50 %)             | 340 750 (6,31 %)                       | 64 501 (1,99 %)                         | 18+2       | ▬        |
| Венгерский демократический форум                             | 272 831 (5,04 %)             | 238 570 (4,41 %)                       | 15 973 (0,50 %)                         | 11         | ▲ 11     |
| Венгерская партия справедливости и жизни и Йоббик (коалиция) | 119 007 (2,20 %)             | 92 802 (1,70 %)                        | 231 (0,01 %)                            | 0          | ▬        |
| Венгерская коммунистическая рабочая партия                   | 21 955 (0,41 %)              | 16 379 (0,30 %)                        | —                                       | 0          | ▬        |
| Партия центра                                                | 17 431 (0,32 %)              | 14 126 (0,26 %)                        | —                                       | 0          | ▬        |
| Ассоциация за Шомодь                                         | —                            | 9457 (0,17 %)                          | 13 329 (0,43 %)                         | 1          | ▲ 1      |
| Единые кандидаты ВСП — АСД                                   | —                            | 154 616 (2,86 %)                       | 72 802 (2,25 %)                         | 6 (4+2)    | 6 (4+2)  |
| Единые кандидаты Фидес — ХДНП — ВДФ                          | —                            | 34 109 (0,63 %)                        | 33 029 (1,02 %)                         | 0          | 0        |
| Единые кандидаты ВДФ с другими партиями                      | —                            | 14 838 (0,27 %)                        | 3640 (0,11 %)                           | 0          | 0        |

## Последствия
По итогам выборов Венгерская социалистическая партия и Альянс свободных демократов удержались у власти. На посту премьер-министра страны остался Ференц Дьюрчань. Примерно через полгода после выборов стало известно о фальсификации реального экономического положения страны Ференцем Дьюрчанем, что привело к массовым беспорядкам в Будапеште.